# Одувек смо живеле у замку
Одувек смо живеле у замку (енгл. We Have Always Lived in the Castle) је мистеријски роман америчке списатељице Ширли Џексон из 1962. године. Ово је било Џексонино последње дело, а објављено је са посветом Паскалу Ковичију, издавачу, три године пре ауторкине смрти 1965. године. Роман је написан у првом лицу из перспективе осамнаестогодишње Мери Кетрин „Мерикет” Блеквуд, која живи са својом агорафобичном сестром и болесним стрицом на имању. Шест година пре догађаја у роману, породица Блеквуд доживела је трагедију која је оставила троје преживелих изоловане од њиховог малог села.
Роман је први пут објављен у тврдом повезу у Северној Америци у издању Viking Press-а, а од тада је објављиван у меком повезу, као аудио књига и као е-књига. Описан је као ауторкино ремек-дело. Прва екранизација романа појавила се 2018. по сценарију Марка Кругера и у режији Стејси Пасон.

## Радња
Мери Кетрин „Мерикет” Блеквуд живи са својом старијом сестром Констанс и њиховим болесним стрицом Џулијаном у великој кући на пространом имању, у изолацији од оближњег села. Констанс није напустила њихов дом већ шест година, никада не идући даље од своје велике баште. Џулијан, који користи инвалидска колица, опсесивно пише и преписује белешке за своје мемоаре, док се Констанс брине о њему.
Шест година раније, родитељи Констанс и Мерикет, Џон и Елен, њихова стрина Дороти и њихов млађи брат Томас умрли су од тровања арсеном, који је био помешан у посуди за шећер и посут на купине за вечером. Џулијан је такође био отрован, али је преживео; Мерикет није била присутна, пошто је за казну послата у кревет без вечере. Констанс, једина особа за столом која није ставила шећер на своје купине, ухапшена је и оптужена за убиство, али је ослобођена због недостатка доказа. Мештани села верују да се Констанс извукла са убиством, због чега избегавају породицу Блеквуд.
Три преостала Блеквуда су се од тада навикла на своју изолацију, водећи миран, срећан живот. Мерикет је једини контакт породице са спољним светом. У село иде два пута недељно и носи кући намирнице и књиге из библиотеке; на овим путовањима она се директно суочава са непријатељством мештана, а често је исмевају групе деце ругајући јој се песмицама о отрованом шећеру. Мерикет штити своју сестру и практикује симпатичку магију која одржава границе око куће.
Мерикет осећа да се приближава опасна промена, али пре него што је успела да упозори Констанс, њихов отуђени рођак Чарлс долази у посету и бива добродошао у кућу. Чарлс брзо почиње да има близак однос са Констанс и стиче њено поверење. Чарлс је свестан Мерикетиног непријатељства и све је грубљи према њој и нестрпљивији према Џулијановим слабостима. Он често помиње новац који сестре држе закључаним у очевом сефу, и постепено ствара нешто налик савезу са Констанс, подстичући је да напусти свој дом. Мерикет доживљава Чарлса као претњу и покушава разним магијским и другим ометајућим начинима да га отера из куће. Џулијан се све више гади Чарлса и сумња да је Чарлс дошао само због богатства Блеквудових.
Једне ноћи пре вечере, када Констанс пошаље Мерикет на спрат да опере руке, Мерикет, у налету беса, гура Чарлсову лулу у корпу за отпатке пуну новина. Ово убрзо изазива велики пожар који прогута породичну кућу. Мештани стижу и помажу у гашењу пожара, али на крају ослобађају своје дуго потискивано непријатељство према Блеквудима тако што вандализују и пљачкају кућу. Мерикет и Констанс беже у шуму под претњом мештана, док Џулијан умире од застоја срца током пожара, а Чарлс покушава да однесе породични сеф. Док се Мерикет и Констанс склањају током ноћи испод дрвета које је Мерикет претворила у скровиште, Констанс признаје да је одувек знала да је Мерикет та која је отровала породицу. Мерикет спремно признаје своје дело, рекавши да је ставила отров у посуду за шећер јер је знала да га Констанс неће узети.
По повратку у свој уништени дом, Констанс и Мерикет спасавају оно што је остало од њихових ствари, затварају собе превише оштећене да би их могле користити и започињу своје животе изнова у мало простора који им је остао. Кућа, сада без крова, личи на замак „са кулама и отворен ка небу”. Констанс и Мерикет проводе велики део свог времена посматрајући спољашњи свет кроз шпијунке скривене виновом лозом која прекрива кућу. Мештани, осећајући кајање због својих поступака, почињу да остављају храну на кућном прагу, док развијају приче о кући сродне фолклору. Чарлс се једном приликом врати како би покушао да разговара са Констанс, али она га игнорише. Сестре су одлучиле да остану саме и невиђене од остатка света.

## Ликови
Мери Кетрин „Мерикет” Блеквуд
Осамнаестогодишња Мерикет је најмлађи преживели члан породице Блеквуд и нараторка романа. Када је имала дванаест година, њени родитељи, стрина и млађи брат умрли су након тровања за вечером. Мерикет је једина која иде у село да би узела књиге у билбиотеци и купила намирнице. Док обавља ове послове, мештани је често узнемиравају. Мерикет практикује симпатичку магију, сахрањујући реликвије и закуцавајући предмете за дрвеће како би сачувала своју породицу од опасности. Блиско се дружи са породичним мачком Џонасом. Мерикет не верује Чарлсу и сумња да планира да их опљачка и да искористи мештане да их нападне. Током разговора са Констанс док су се криле од мештана, Мерикат признаје да је ставила отров у посуду за шећер, откривајући себе као убицу.
Констанс Блеквуд
Мерикетина 28-годишња агорафобична сестра, која није отишла даље од велике баште Блеквудових откако је њена породица отрована. Констанс је била та која је ухапшена због убиства, иако је касније ослобођена кривице. Међутим, мештани је још увек криве за убиства. Констанс је једини члан породице који кува и чисти, а такође брине о свом стрицу Џулијану. Иако је Чарлс стекао њено поверење, она га на крају види као похлепну и себичну особу.
Џулијан Блеквуд
Мерикетин и Констансин стриц; брат њиховог покојног оца Џона. Џулијан је био отрован арсеном заједно са својом породицом, али је преживео и сада користи инвалидска колица. У инциденту је изгубио супругу Дороти. Џулијан, кога други ликови описују као „ексцентричног”, опсесивно пише о тровању изнова и изнова за своје мемоаре, али је често збуњен око свог окружења и онога чега се сећа. Констанс, његова најстарија нећака, брине о њему, а ниједно од њих двоје није напустило породично имање већ шест година.
Чарлс Блеквуд
Мерикетин и Констансин рођак; син Џоновог и Џулијановог брата Артура. Након очеве смрти, Чарлс долази у резиденцију Блеквудових у посету, али Мерикет и Џулијан овај разлог доводе у питање; ниједно од њих двоје му не верује. Џулијан сумња да жели да украде породично богатство. Чарлс почиње да успоставља близак однос са Констанс и користи њену наивност.

## Теме
Тема прогона људи који показују „отуђење” или постају аутсајдери у малом граду Нове Енглеске, од стране ускоумних мештана, основа је романа и понављана је тема у Џексониним делима. У њеним романима Уклета кућа на брду и, у мањој мери, Сунчани сат, ова тема је такође централна за психологију приче. У свим овим делима, главне јунакиње живе у кући која стоји сама на великом пространству и потпуно је одвојена физички, социјално, али и идеолошки, од локалних мештана. У свом уводу за издање из 2006, Џонатан Летем је изјавио да је место које се понавља „прилично препознатљиво као Норт Бенингтон у Вермонту”, где су Џексонова и њен супруг, професор Стенли Едгар Хајман, наишли на снажан „рефлексивни антисемитизам и анти-интелектуализам”.
Сва Џексонина дела стварају атмосферу необичности и додира са оним што Летем назива „огромна блискост са свакодневним злом...” и како та блискост утиче на „село, породицу, себе”. Само у овом роману, међутим, постоји и дубоко истраживање љубави и оданости упркос свеопштој нелагоди и перверзности карактера који се провлачи кроз причу. Констансино потпуно одсуство мишљења о својој сестри и њеном злочину третира се као апсолутно нормално и неупадљиво, а кроз причу је јасно да Мерикет воли своју сестру и да јој је дубоко стало до ње.
Џексонина биографка, Џуди Опенхајмер, описала је роман као „пеан агорафобији”, при чему су ауторкина сопствена агорафобија и нервна стања у великој мери утицали на његову психологију. Џексонова је признала да су две младе жене у причи биле либерално фиктивне верзије њених сопствених ћерки, а Опенхајмерова је приметила да су Мерикет и Констанс „јин и јанг Ширлиног унутрашњег ја”. Написан варљиво једноставним језиком, од стране потпуно непоуздане нараторке, роман имплицира да две хероине могу да одлуче да заувек живе у преостале три собе своје куће, пошто више воле друштво једна друге него било ког странца. Летем ово њихово враћање на стање пре Чарлса назива Мерикетиним „тријумфом”.